# Alternative pour la renaissance bulgare
L’Alternative pour la renaissance bulgare (en bulgare, Алтернатива за българско възраждане, ABV) est un parti politique bulgare fondé en 2014 en vue des élections européennes de 2014.

## Histoire
Le parti a été fondé en 2014 par Gueorgui Parvanov, président de la Bulgarie entre 2002 et 2012, après son départ du Parti socialiste bulgare.

## Résultats électoraux

### Élections législatives
| Année | Voix    | %    | Mandats  | Rang | Gouvernement        |
| ----- | ------- | ---- | -------- | ---- | ------------------- |
| 2014  | 136 223 | 4,15 | 11 / 240 | 8e   | Borissov II         |
| 2017  | 54 409  | 1,55 | 0 / 240  | 10e  | Extra-parlementaire |

### Élections présidentielles
| Année | Candidat      | 1er tour | 1er tour | 1er tour | 2e tour | 2e tour | 2e tour |
| Année | Candidat      | Votes    | %        | Rang     | Votes   | %       | Rang    |
| ----- | ------------- | -------- | -------- | -------- | ------- | ------- | ------- |
| 2016  | Ivaïlo Kalfin | 125 489  | 3,28     | 7e       |         |         |         |

### Élections européennes
| Année | Voix   | %    | Mandats | Rang | Groupe |
| ----- | ------ | ---- | ------- | ---- | ------ |
| 2014  | 90 061 | 4,02 | 0 / 17  | 6e   |        |
| 2019  | 16 759 | 0,86 | 0 / 17  | 13e  |        |